# Giovanni Gradenigo
Giovanni Gradenigo (Venezia, 1279 circa – Venezia, 8 agosto 1356) fu il 56º doge della Repubblica di Venezia dal 1355 al 1356.

## Biografia

### Origini
Proveniva da una famiglia che aveva dato membri di rilievo alla vita pubblica veneziana, figlio di Marino di Marco Gradenigo (fratello del doge Pietro e nipote, forse, del doge Bartolomeo) e di Maria Dandolo (per alcuni figlia del doge Giovanni). Ebbe almeno tre fratelli maschi (Luca, Tommaso e Michele).
Il padre aveva svolto una brillante carriera politica e diplomatica ed era morto a Creta mentre ricopriva la carica di duca di Candia.
Si sposò probabilmente due volte, la prima con una certa Adriana Borromeo, la seconda con una Felipa di cui non si conosce il cognome. Si conoscono i nomi di nove dei suoi figli, cinque maschi (Marino, Pietro, Luca, Tommaso, Orso) e quattro femmine (Caterina, Cristina, Angioletta, Marchesina). I primi parteciparono alla politica veneziana, ma non raggiunsero mai posizioni ragguardevoli, probabilmente perché offuscati dalla figura paterna o per l'azione del Maggior Consiglio che cercava di contrastare eventuali nepotismi.
Fu noto ai contemporanei con i soprannomi di "Nason" (per il naso di notevoli dimensioni) e "Grando" (per la statura o per distinguerlo da un omonimo più giovane, Giovanni di Matteo Gradenigo). È ricordato anche per la memoria non comune, nonché per il pessimo carattere, che spingeva molti ad evitarlo. Non trova conferme la notizia che lo vorrebbe laureato all'università di Padova.

### Dogato

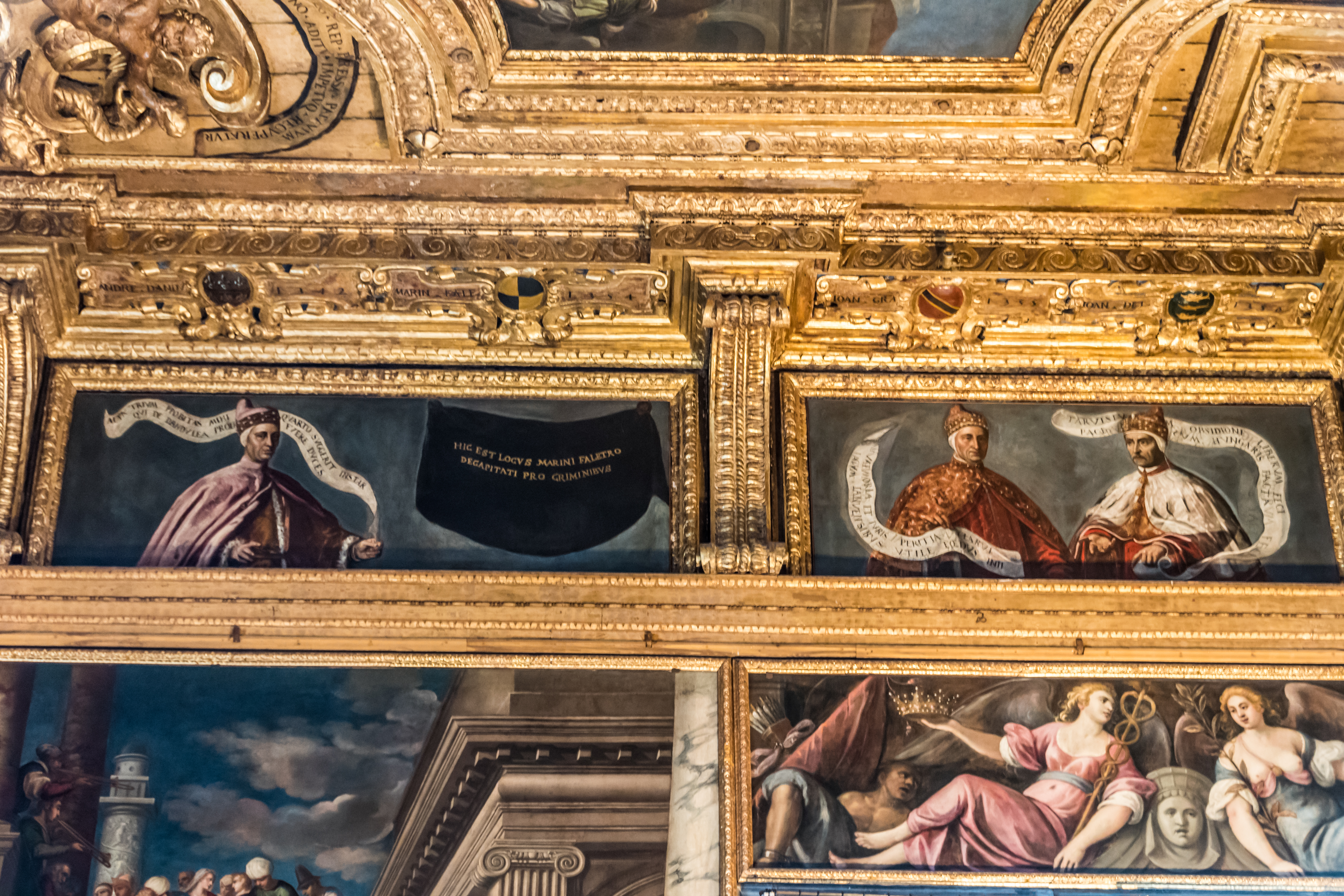
Ritratto di Giovanni Gradenigo nella Sala del Maggior Consiglio nel Palazzo Ducale di Venezia

Svolse una buona carriera nell'amministrazione e fu podestà a Capodistria, Padova e Treviso. Era noto come persona burbera ed austera ma considerata fedelissima verso la Repubblica. Probabilmente quest'ultimo fattore contribuì alla sua elezione.
Il 21 aprile 1355 venne eletto doge e dogaressa divenne la sua seconda moglie, tale Felipa, di casato incerto. A giugno la Repubblica di Venezia, spaventata dalle congiure interne, firmò un trattato di pace con la Repubblica di Genova ponendo termine ad una lunga e sfavorevole guerra. Sotto il suo dogato si giustiziarono i traditori che avevano congiurato contro Venezia e si cercò d'uscire dalle difficoltà economiche sorte dalla situazione sfavorevole. All'inizio del 1356 Venezia si ritrovò coinvolta in nuove guerre sia in terraferma che in Dalmazia.
Il suo dogato fu soprattutto di passaggio visto che si spense l'8 agosto 1356 senza aver particolarmente inciso nella gestione dello stato.